# Route nationale 25 (Norvège)
Pour les articles homonymes, voir Route nationale 2.
La route nationale 25 (en  norvégien : Riksvei 25, abrégé Rv25) est une route nationale en Norvège.

## Description
La route nationale 25 traverse le comté d'Innlandet, dans l'est de la Norvège.
Elle part de la ville de Hamar, la plus grande ville du parcours.
Elle croise la route européenne 6, après quoi la route traverse vers l'est une plaine agricole.
La zone d'Elverum est densément boisée, puis la Rv25 çroise la Rv 3 vers Trondheim et la Rv 2 vers Kongsvinger.
Le dernier tronçon entre Tønset dans la commune de Løten et Åkroken dans la commune d'Elverum est partagé avec la route nationale 3.
La route nationale 25 traverse le village de  Nybergsund et se termine à Bergulkjølen dans la commune de Trysil à la frontière entre la Norvège et la Suède.
En Suède elle est prolongée par la route nationale 66.

## Galerie

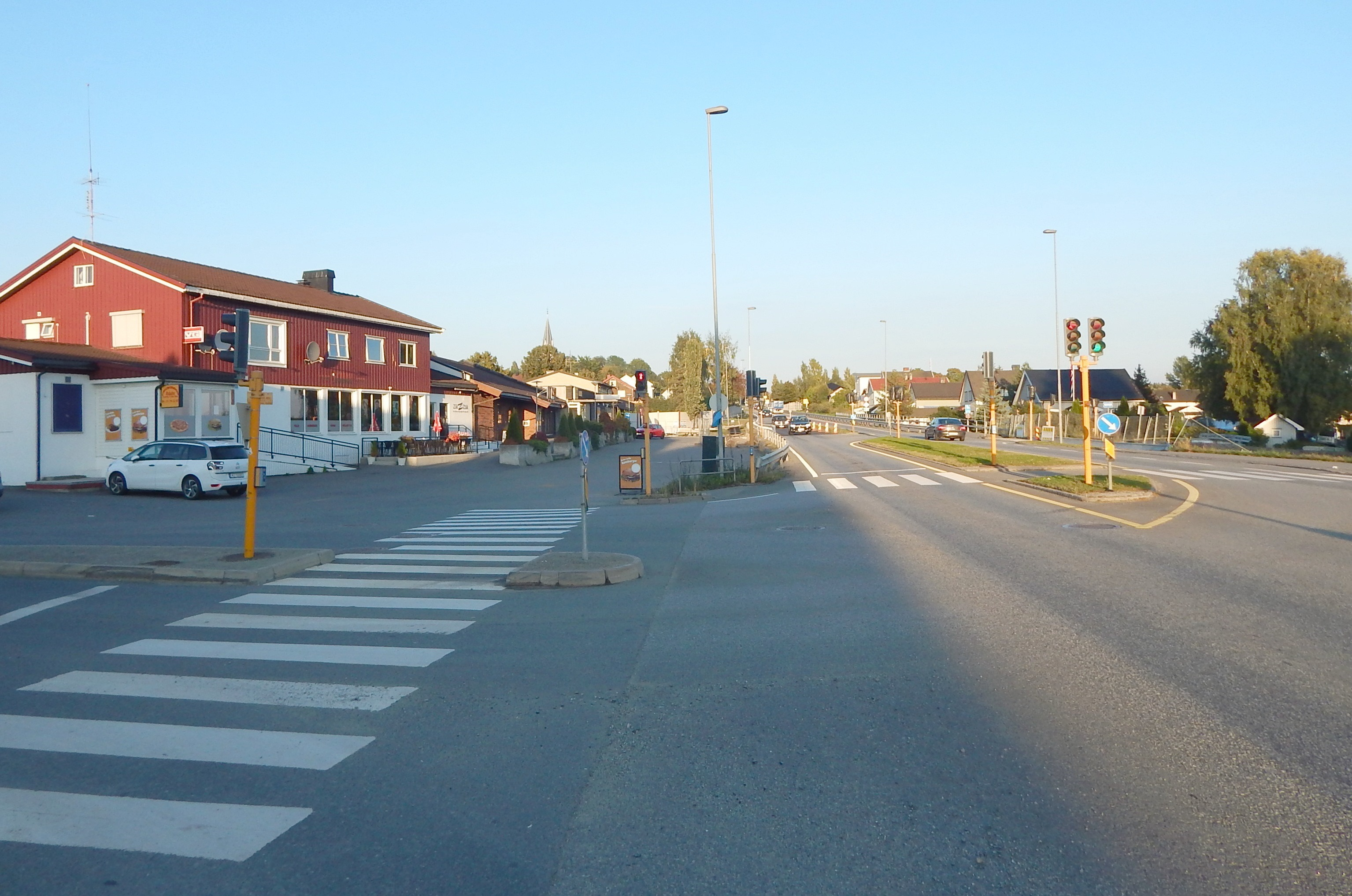
La RV25 à Ridabu.
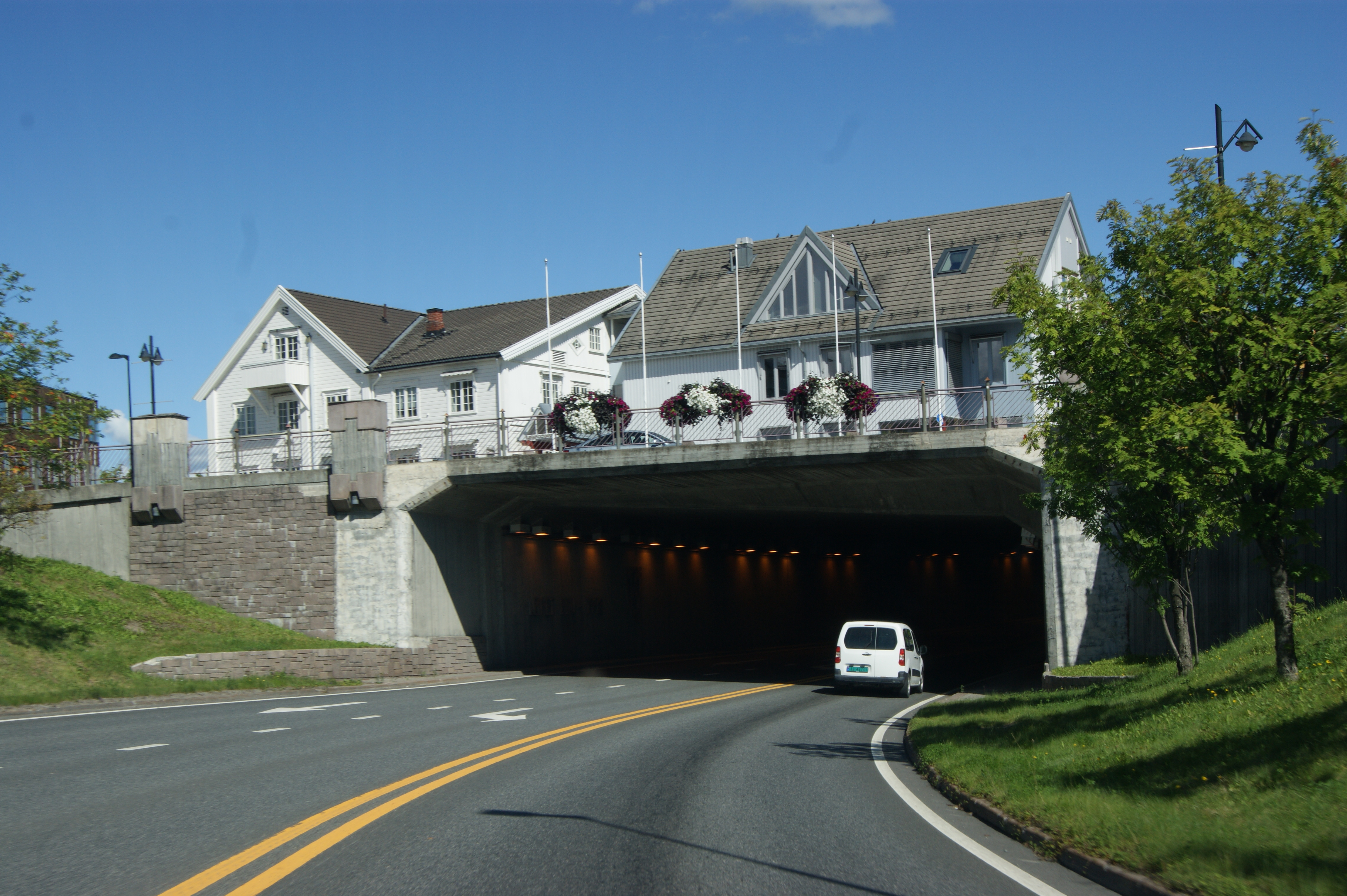
Le tunnel de Leiret (no).
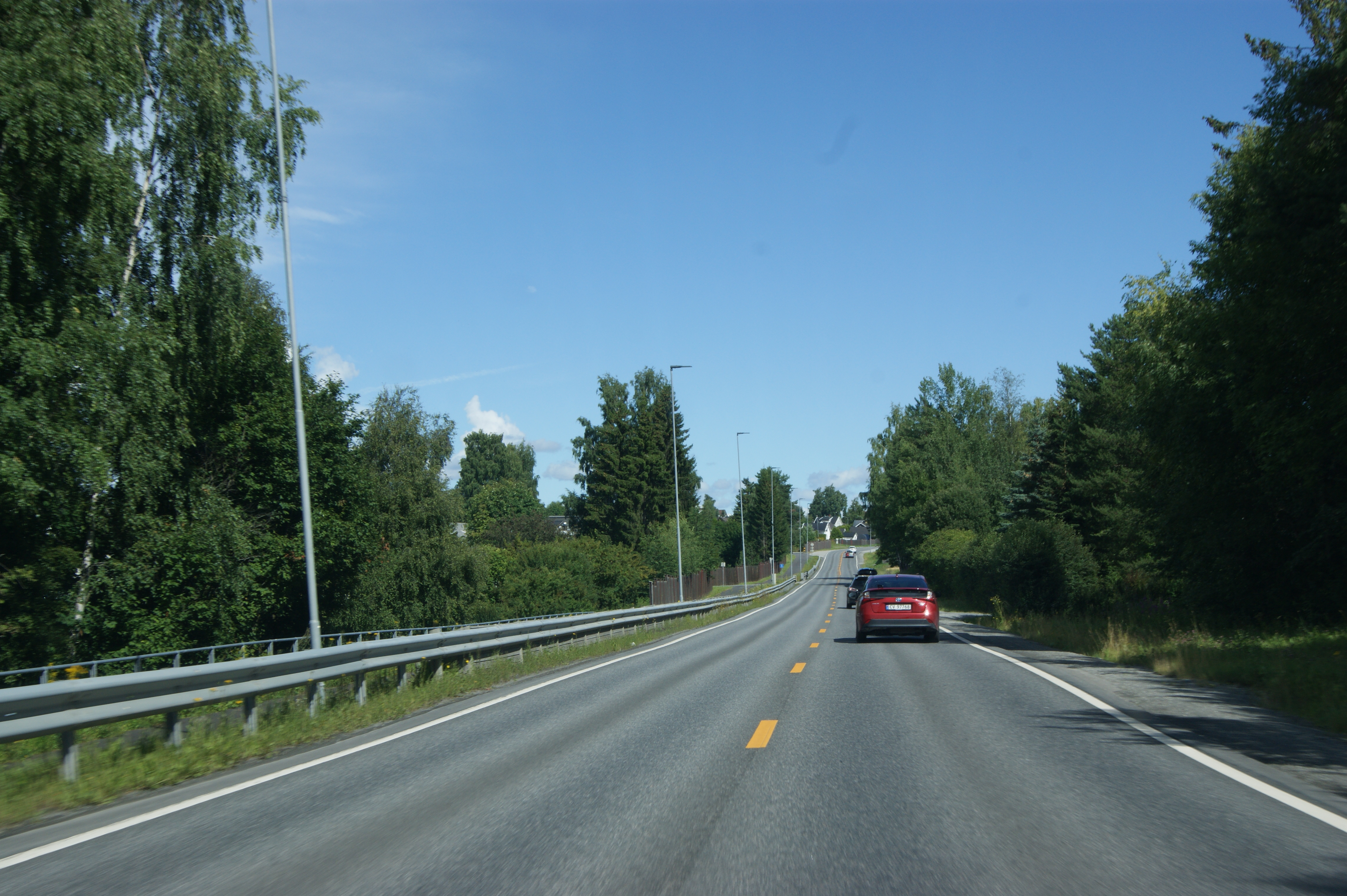
La RV25 à Vangli.